# Olavius nicolae
Olavius nicolae är en ringmaskart som beskrevs av Erséus och Giere 1995. Olavius nicolae ingår i släktet Olavius och familjen glattmaskar. Inga underarter finns listade i Catalogue of Life.